# (14327) Lemke
(14327) Lemke (1980 FE2) – planetoida z pasa głównego asteroid okrążająca Słońce w ciągu 5,19 lat w średniej odległości 3 j.a. Odkryta 16 marca 1980 roku.